# اولیور فرناندز
 اولیور فرناندز (انگلیسی: Oliver Fernández؛ زاده ۷ دسامبر ۱۹۷۲) یک تنیس‌باز اهل مکزیک است.